# Franske film fra 2013
Franske film fra 2013
Filmåret 2013 i Frankrig bød på 601 film.

## De mest sete i Frankrig
Af dem var de 20 mest sete disse :
| Film                               | Instruktør                        | Antal solgte billetter |
| ---------------------------------- | --------------------------------- | ---------------------- |
| Les profs                          | Pierre-François Martin-Laval      | 3.955.113              |
| La cage dorée                      | Ruben Alves                       | 2.020.219              |
| Boule & Bill                       | Franck Magnier, Alexandre Charlot | 2.013.591              |
| 9 mois ferme                       | Albert Dupontel                   | 1.997.074              |
| Les garçons et Guillaume, à table! | Guillaume Gallienne               | 1.944.280              |
| Eyjafjallajökull                   | Alexandre Coffre                  | 1.931.073              |
| Jappeloup                          | Christian Duguay                  | 1.820.340              |
| Les gamins                         | Anthony Marciano                  | 1.674.343              |
| La vie d'Adèle                     | Abdellatif Kechiche               | 1.556.075              |
| 20 ans d'écart                     | David Moreau                      | 1.526.943              |
| Alceste à bicyclette               | Philippe Le Guay                  | 1.250.969              |
| Sur le chemin de l'école           | Pascal Plisson                    | 1.210.215              |
| Le passé                           | Asghar Farhadi                    | 1.152.478              |
| Vive la France                     | Michaël Youn                      | 1.117.646              |
| Möbius                             | Eric Rochant                      | 1.114.307              |
| Au bout du conte                   | Agnès Jaoui                       | 1.056.544              |
| Mood Indigo                        | Michel Gondry                     | 1.023.408              |
| Casse-tête chinois                 | Cédric Klapisch                   | 1.019.041              |
| Jeune & jolie                      | François Ozon                     | 894.290                |